# Guerrero kommun, Coahuila
Guerrero är en kommun i Mexiko.   Den ligger i delstaten Coahuila, i den norra delen av landet, 1 000 km norr om huvudstaden Mexico City. Antalet invånare är 959.